# Rapunzel eller Tårarnas magi
Rapunzel eller Tårarnas magi är en tysk film från 1988, baserad på sagan om Rapunzel.

## Handling
I en dunkel skog är Rapunzel fången i ett torn. Tornet är omringat av taggbuskar och övervakas av en ond häxa som utger sig för att vara hennes mor. Den enda vägen till tornet är genom Rapunzels långa, magiska blonda hår.
En dag hör en prins Rapunzels vackra sång och lyckas bryta sig igenom taggbuskarna och klättrar upp i tornet med hjälp av hennes hår. De blir förälskade, men häxan, avundsjuk på deras kärlek, straffar Rapunzel genom att göra henne stum och klippa av hennes hår. Prinsen störtar ner i taggbuskarna och förlorar sin syn. Rapunzel blir instängd i tornet igen och fönstret igenmuras.
Med hjälp av sin magiska handslända lyckas Rapunzel fly och ta sig till slottet. Kungen har arrangerat ett äktenskap med en prinsessa åt prinsen, men en vacker tjänstekvinna tvingas gifta sig med den blinde prinsen istället för den stygga och fula prinsessan. Denna tjänstekvinna är Rapunzel och på väg till bröllopet talar hon med alla hon möter, och prinsen, som inte kan se henne, hör hennes älskade röst och inser sanningen. Den falska bruden avslöjas och Rapunzel och prinsen återförenas. Rapunzels tårar ger prinsen synen tillbaka och de kan äntligen leva lyckliga i alla sina dagar.
Häxan, ångerfull över sina handlingar, ger dem sin välsignelse och leder dem till Rapunzels riktiga föräldrar. Till slut förvandlar hon sig själv till en vacker rosenbuske.